# Álvaro García Linera
Álvaro Marcelo García Linera (Cochabamba, Bolivia; 19 de octubre de 1962) es un político y teórico marxista boliviano, que fue vicepresidente de Bolivia desde el 22 de enero de 2006 hasta el 10 de noviembre de 2019, luego de presentar su renuncia junto a Morales, en medio de la crisis política de Bolivia de 2019, así como las sugerencias de la COB, el ejército y la policía de hacerlo.

## Biografía

### Juventud, familia y educación
García Linera nació en la ciudad de Cochabamba el 19 de octubre de 1962. Proviene de una familia eurodescendiente dividida en la que fue su madre, Mary Linera Pareja, quien crio a sus cuatro hijos: María del Carmen, Raúl y Mauricio y Álvaro, el menor; con su trabajo de asalariada en la Corporación Boliviana de Fomento. García Linera afirmó en una entrevista realizada en 1999 que proviene de una familia de «clase media» en el terreno cultural pero de «clase baja» en el terreno económico. Fue su madre quien priorizó la formación de sus hijos. Recibió educación primaria en el colegio Don Bosco en Cochabamba y en el colegio Domingo Savio de La Paz. Estudió la secundaria y bachillerato en el Colegio San Agustín de Cochabamba con una beca durante cuatro años.Su padre, Raúl García Suárez era capitán de las Fuerzas Armadas.  
Su juventud, según él mismo ha explicado, quedó marcada con la lectura de Karl Marx y Lenin. Considera clave en la construcción de su pensamiento los acontecimientos de noviembre de 1979 con el primer cerco aimara a La Paz y bloqueo de caminos organizado por la Central Sindical Única de Trabajadores Campesinos de Bolivia (CSUTCB) liderada por Genaro Flores. Fue su primera aproximación a la cuestión indígena, a la situación de la población aimara que ha perdurado.
Con el apoyo de su madre y su hermana mayor viajó voluntariamente a México en 1981, donde inició la carrera de Matemáticas mientras trabajaba para pagar sus estudios. Ingresó en la Facultad de Ciencias de la Universidad Nacional Autónoma de México. Allí conoció a la que sería su primera esposa, la mexicana Raquel Gutiérrez, implicada en el movimiento de solidaridad de El Salvador. Influido por las guerrillas indígenas campesinas de El Salvador, Guatemala y por el movimiento nicaragüense regresó a su país sin concluir sus estudios y dictó clases en universidades bolivianas.

### Participación en la guerrilla indigenista (1985-1992)
Regresó a Bolivia en 1984 con Raquel Gutiérrez y establecieron contacto con dirigentes campesinos y mineros, entre ellos Felipe Quispe, fundador del Movimiento Indígena Túpac Katari en 1978, quien les introdujo a las comunidades aimaras. Es la época — según su biografía oficial — en la que conoció al dirigente cocalero Evo Morales. Con Quispe fue cofundador del Ejército Guerrillero Tupaj Katari (EGTK) en 1986 —organización creada con el pacto entre diferentes grupos, entre ellos aimaras y quechuas además de jóvenes mestizos de clase media y obreros— trabajando en el marco ideológico de conciliar la teoría del katarismo indianista con el marxismo, generando una praxis «revolucionaria-comunitaria» y realizando esfuerzos por articular grupos étnicos y sociales tradicionalmente confrontados en virtud del racismo imperante. Instaló su cuartel militar en la provincia Omasuyos.
En 1988 participó en la organización de comunidades indígenas y campesinas de base los «Ayllus Rojos» cuya influencia se extendió a Potosí, Sucre, el Chapare. En ese período escribió artículos en polémica con los sectores trotskistas y maoístas, los cuales eran repartidos en los congresos mineros y campesinos. En 1985 publicó su primer libro.

### Periodo de encarcelamiento (1992-1997)
El 10 de abril de 1992 fue detenido en El Alto de la Paz por los servicios secretos del Gobierno de Jaime Paz Zamora — su esposa, la socióloga mexicana Raquel Gutiérrez Aguilar, fue detenida un día antes al igual que otros miembros del EGTK — acusado de insurrección y terrorismo, tras haber sido atrapado «supuestamente» cuando destruía torres de tendido eléctrico en una zona rural cercana a la ciudad de La Paz, una acusación que nunca fue probada.
Todos ellos son remitidos ante el juez el 15 de abril, cinco días después del término legal máximo para tal efecto. Según la denuncia, se les mantiene incomunicados y sometidos a torturas y vejámenes. Según declaraciones posteriores, con torturas le obligaron a firmar una declaración que habría sido elaborada por el equipo de interrogadores. Amnistía Internacional denunció las detenciones y las torturas a los que fueron sometidos.
Confinado junto a los principales dirigentes del EGTK en la cárcel de Chonchocoro, en prisión preventiva, sin sentencia durante cinco años, Álvaro García Linera estudió Sociología de manera autodidacta —no obtuvo el título de graduado tras ser liberado— y continuó trabajando sobre la teoría marxista plasmando su reflexión en el libro Forma Valor, Forma Comunidad. Aproximación teórica-abstracta a los fundamentos civilizatorios publicado mientras permanecía detenido, prologado desde la cárcel de Obrajes en febrero de 1995 por Raquel Gutiérrez Aguilar y del que posteriormente se han realizado varias ediciones (2009 en CLACSO, 2015 en Fabricantes de Sueños).
En abril de 1997, por no haber alcanzado su juicio una sentencia, García Linera y otros miembros del EGTK son liberados. El mismo año Evo Morales es elegido diputado uninominal. Una vez en libertad retomó su activismo para crear una estructura política que permitiera avanzar en el objetivo de la toma del poder por un bloque popular.
En relación con este caso, la Corte Interamericana de Justicia admitió una demanda por la violación de un número plural de derechos humanos contra él y otros miembros del EGTK.

### Comienzos en política (1997-2005)
Tras su liberación, junto a Luis Tapia, Raúl Prada y Raquel Gutiérrez formaron el grupo Comuna, para desarrollar un espacio de reflexión académico en el combate a la ideología neoliberal. Paralelamente, fue designado profesor en la carrera de Sociología de la Universidad Mayor de San Andrés (UMSA), donde entabla un debate académico con destacados intelectuales como Félix Patzi, al tiempo que realiza investigaciones relacionadas con la condición de la clase obrera en Bolivia. 
En enero del año 2000 conoció en persona a Morales en los aprestos de la llamada «guerra del agua» en Cochabamba. La segunda vez que le encontró fue en abril cuando estalló la protesta por el alza de tarifas. Más tarde, Morales le invitó a dar una charla ante los sindicatos cocaleros.
En el Trópico cultivaron su amistad y los cocaleros se convirtieron en objeto de análisis de García Linera, quien acudía a las reuniones populares sobre este sector. También aportó teoría y directrices ideológicas a los miembros del Movimiento Al Socialismo (MAS) y con la colaboración de su agrupación Comuna, el partido diseñó la propuesta de gobierno con miras a las elecciones presidenciales de diciembre de 2005. En esta época elaboró la propuesta del "capitalismo andino amazónico" por el cual el excedente de la economía mercantil e industrial contribuirían con la economía agraria. También ganó notoriedad por participar en debates televisivos, integrando el panel del programa Pentágono. A pocos meses de los comicios, Morales le propuso formar parte de su candidatura como «vicepresidenciable» y finalmente aceptó. En diciembre de 2005 la fórmula presidencial Morales-García Linera ganó las elecciones presidenciales de Bolivia por mayoría absoluta con un 54 % de votos.

### Vicepresidente de Bolivia (2006-2019)

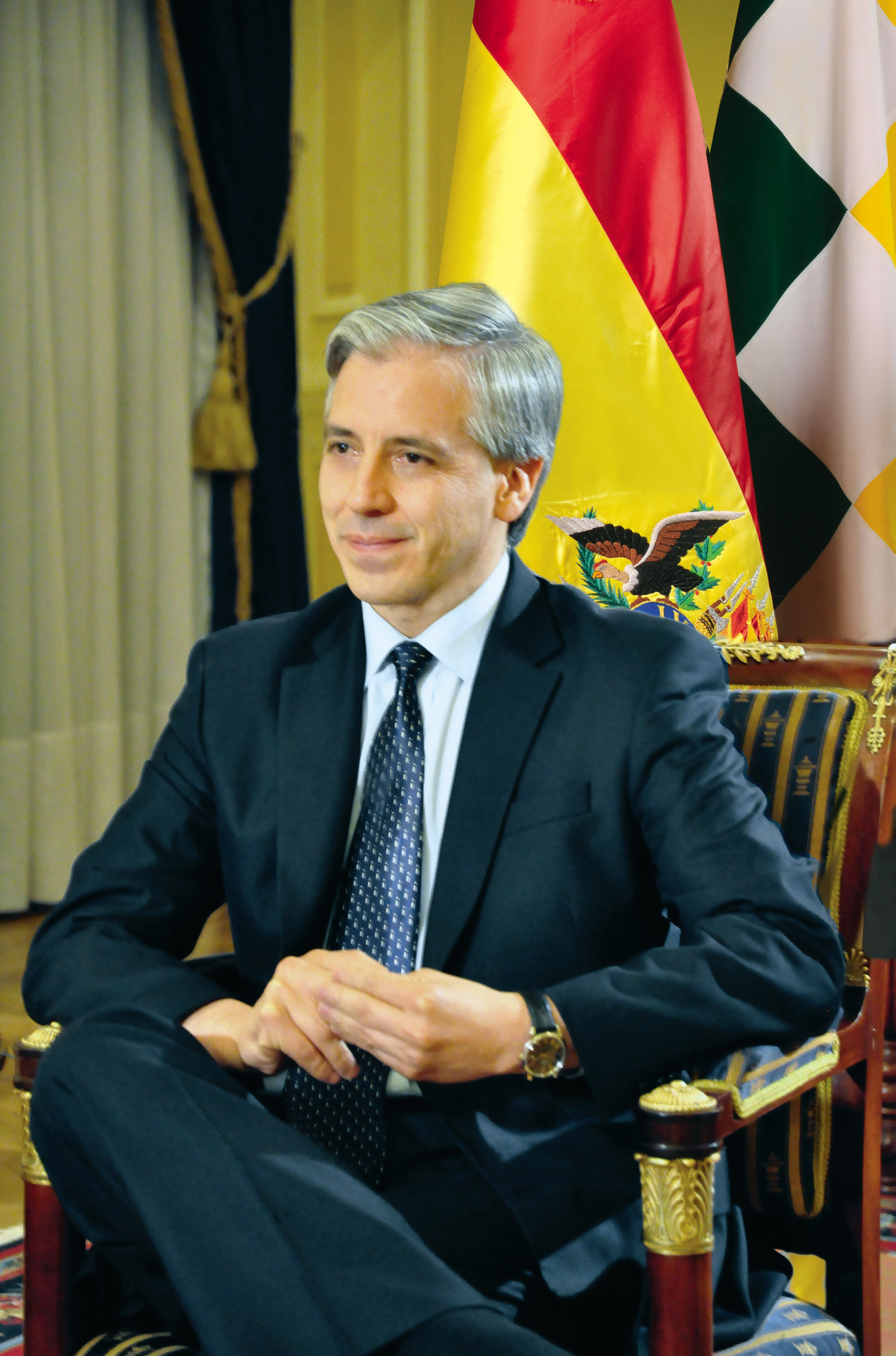
Álvaro García Linera, como Vicepresidente de Bolivia.

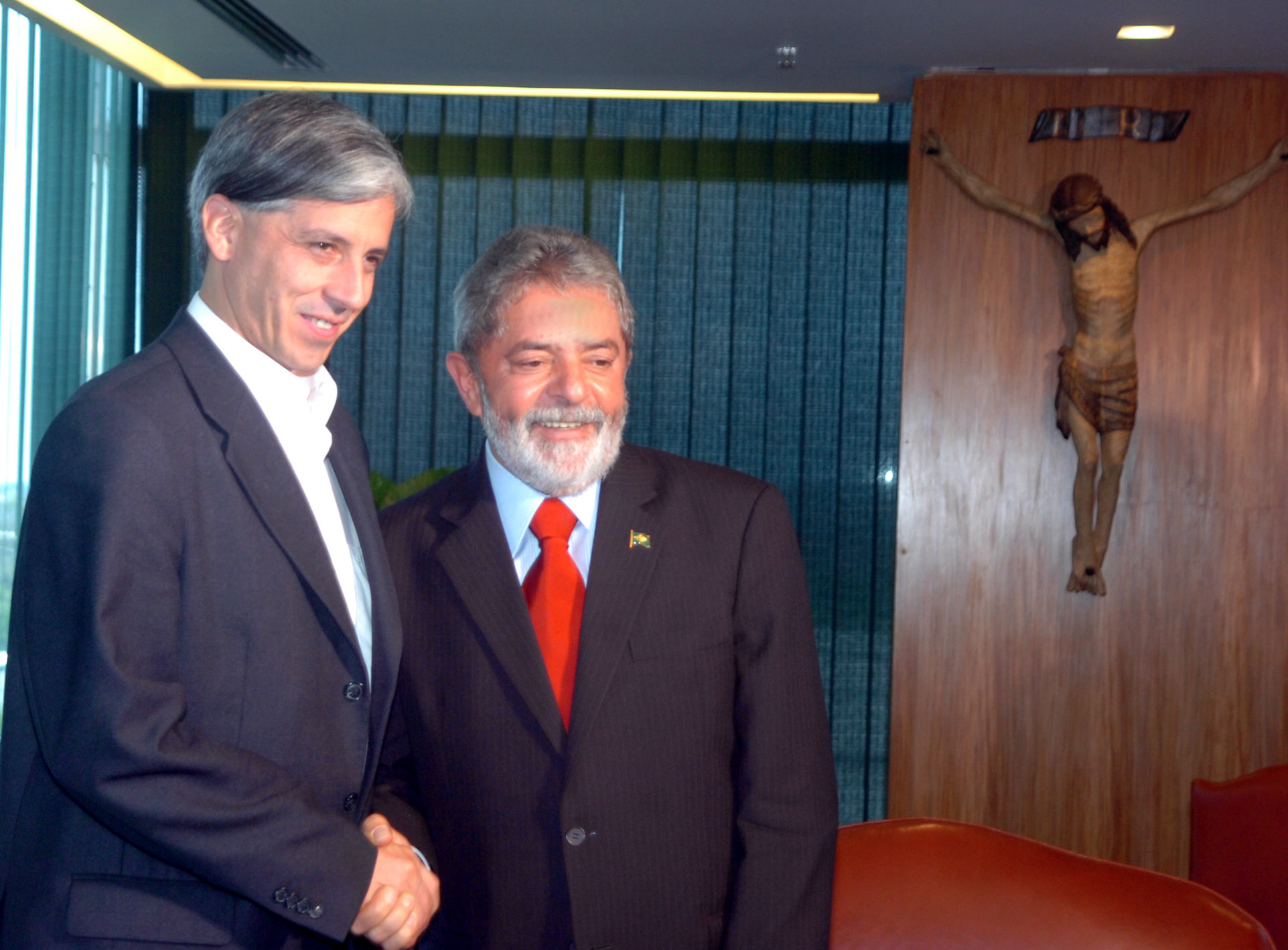
García (izquierda) junto con el presidente de Brasil Lula da Silva en 2006.

García Linera ha sido uno de los miembros más activos del gobierno de Morales, en concordancia con su corriente ideológica, el llamado «marxismo comunal», y como principal teórico gubernamental, ha delineado gran parte de la estrategia política del gobierno boliviano.
Durante su mandato desde la vicepresidencia alimenta la reflexión teórico-académica del proceso acompañando el camino político. Desde diciembre de 2008 la vicepresidencia de Bolivia organizó ciclos de seminarios internacionales bajo el denominador «Pensando el mundo desde Bolivia». Entre los intelectuales que participaron en dichos ciclos se encuentran David Harvey, Antonio Negri, Michael Hardt, Slavoj Žižek, junto a intelectuales bolivianos como Luis Tapia o el propio García Linera.
En diciembre de 2016 anunció que no formaría dupla electoral con Evo Morales para siguientes elecciones. Expresó más bien su intención de implicarse más en «la batalla de las ideas», aunque aseguró que seguirá acompañando al presidente Evo «en todas las batallas futuras». Finalmente se presentó como candidato a vicepresidente junto a Morales en las elecciones generales de 2019, obteniendo el primer lugar con el 47,08% de los votos. Sin embargo, las elecciones fueron criticadas por sectores de la sociedad y por organizaciones internacionales como la OEA. Se desencadenaron una serie de protestas, lo que posteriormente escaló en la crisis política de 2019. Presionados desde diversos frentes, Morales y García Linera anunciaron su renuncia al cargo para el que tenían mandato hasta enero de 2020, posteriormente la opositora y segunda vicepresidenta del senado Jeanine Áñez se autoproclamaría presidenta del país.

### Exilio
El mismo día de la renuncia, el canciller mexicano Marcelo Ebrard ofreció asilo político "de conformidad a su tradición de asilo y no intervención". El 13 de diciembre de 2019 llegó a Argentina, donde el presidente Alberto Fernández, que había asumido el cargo unos días antes le otorgó refugio. En febrero de 2020 se anunció que García Linera ocuparía un cargo de docente e investigador en la Universidad Nacional de General San Martín y daría un seminario de posgrado en la Universidad de Buenos Aires.
En noviembre de 2020, retorna a Bolivia, luego de que Movimiento al Socialismo triunfara en las elecciones generales y Luis Arce juró como nuevo presidente del país.

## Controversias
Entre las personas que más ha cuestionado públicamente a García Linera se encuentra Felipe Quispe, con quien compartió los primeros años de lucha con el movimiento indígena y adversario político de Evo Morales. Ambos participaron a principios de la década de 1990 en el Ejército Guerrillero Túpac Katari. Quispe ha denunciado que cuando Álvaro García Linera y su hermano fueron detenidos en abril de 1992 dieron información a las fuerzas de seguridad sobre la organización.
A pesar de haber militado en el indianismo y defendido la comunidad y la autonomía como principios políticos, durante el gobierno defendió políticas extractivistas y el modelo desarrollista e industrial para el país, enfrentando grupos indígenas y considerando la centralización del poder y la prioridad para el movimiento social de controlar el estado. 
Por otra parte, Álvaro García Linera no terminó su licenciatura, de hecho la Universidad Nacional Autónoma de México (UNAM) certificó que García Linera solo avanzó el 54% de la carrera de Matemáticas. Pero se hizo pasar por licenciado, firmó como licenciado y presentó documentos irregulares.
Fue catedrático en la Universidad Mayor de San Andrés en la carrera de Sociología sin tener ningún título universitario.

## Vida personal
La primera esposa de Linera fue la mexicana Raquel Gutiérrez Aguilar. Ambos se conocieron en 1984 mientras eran estudiantes de matemáticas en la Facultad de Ciencias de la Universidad Nacional Autónoma de México y compartieron ideales de la rebelión armada. 
En 1992 ambos fueron detenidos en Bolivia por su relación con el Ejército Guerrillero Tupak Katari (EGTK). Raquel Gutiérrez fue su compañera por alrededor de quince años desde 1984 hasta su separación en 1999. 
El 8 de septiembre de 2012, Álvaro García Linera se casó con la periodista e ingeniera comercial paceña Claudia Fernández Valdivia. La boda se celebró con un rito aimara en el sitio arqueológico de Tiwanaku. Entre los invitados estaban los premios Nobel Rigoberta Menchú y Adolfo Pérez Esquivel, además de ministros, embajadores, personalidades de la cultura y autoridades originarias aimaras. Al día siguiente, 9 de septiembre de 2012, García Linera se casó ante una notaría civil y posteriormente mediante rito católico en la  Basílica de San Francisco.
En abril de 2017, nació su primera hija Alba García Fernández.

## Premios y reconocimientos
- 2004: Premio en Ciencias Sociales Agustín Cueva por la Escuela de Sociología y Ciencias Políticas de la Universidad Central de Ecuador.[42]
- 2018: Doctor honoris causa de la Universidad de Aquino Bolivia (UDABOL).
- 2020ː Doctor honoris causa de la Universidad Nacional de Rosario.[43]
- 2021: Doctor honoris causa de la Universidad Nacional de La Rioja.[44]

## Obras
Álvaro García Linera es autor de una amplia bibliografía.

### Libros
Autor
- Introducción a los estudios etnológicos de Karl Marx, La Paz, Ofensiva Roja, 1988.
- Introducción al Cuaderno Kovalevsky de Karl Marx, La Paz, Ofensiva Roja, 1989.
- Crítica de la nación y la nación crítica, La Paz, Ofensiva Roja, 1989.
- De demonios escondidos y momentos de revolución. Marx y la revolución social en las extremidades del cuerpo capitalista, La Paz, Ofensiva Roja, 1991.
- Las armas de la utopía, La Paz, Postgrado en Ciencias del Desarrollo (CIDES), UMSA, Umbrales y Punto Cero, 1996.
- Reproletarización. Nueva clase obrera y desarrollo del capital industrial en Bolivia (1952-1998), La Paz, Comuna y Muela del Diablo, 1999.
- Procesos de trabajo y subjetividad en la formación de la nueva condición obrera en Bolivia, La Paz, Programa de las Naciones Unidas para el Desarrollo (PNUD), 2000.
- Procesos de trabajo y subjetividad en la formación de la nueva condición obrera en Bolivia, La Paz, Programa de las Naciones Unidas para el Desarrollo (PNUD), 2000.
- Sociología de los movimientos sociales en Bolivia, La Paz, Diakonia, Oxfam y Plural, 2004.
- Identidades, democracia y socialismo, La Paz, Plural Editores, 2005.
- La potencia plebeya: acción colectiva e identidades indígenas, obreras y populares en Bolivia, La Paz, CLACSO, 2008.
- Poder y estado en la transición boliviana, La Paz, Vicepresidencia del Estado Plurinacional de Bolivia, 2009.
- El siglo rebelde: ensayos sobre marxismo y movimientos sociales en Bolivia, La Paz, CLACSO, 2010.
- Forma valor, forma comunidad (dos ensayos) y otros textos, La Paz, CLACSO, 2010.
- Geopolítica de la Amazonía: poder hacendal-patrimonial y acumulación capitalista, La Paz, Vicepresidencia del Estado Plurinacional de Bolivia, 2011.
- Las tensiones creativas de la revolución: la quinta fase del proceso de cambio, La Paz, Vicepresidencia del Estado Plurinacional de Bolivia, 2011.
- La condición obrera en Bolivia: siglo XX, La Paz, CLACSO, 2014.
- Socialismo comunitario: un horizonte de época, La Paz, CLACSO, 2015.
- La comunidad ilusoria, La Paz, CLACSO, 2023.
- La democracia como agravio, La Paz, CLACSO, 2024.
- El concepto de Estado en Marx: lo común por monopolios, Buenos Aires, Akal, 2025.[46]

Coautor
- García Linera, Álvaro; Errejón, Íñigo (2020). Qué horizonte. Hegemonía, Estado y revolución democrática. Madrid: Lengua de Trapo.[47]

### Artículos
| Artículos de Álvaro García Linera |
| --- |
| 1. “La lucha por el poder en Bolivia”, en Horizontes y límites del Estado y el poder, La Paz, Muela del Diablo, 2005. 2. “Los impactos de la capitalización: Evaluación a medio término”, en Diez años de la capitalización. Luces y sombras, La Paz, Delegación Presidencial para la Revisión y Mejora de la Capitalización, 2004. 3. “Proceso de trabajo y subjetividad en la formación de la nueva condición obrera en Bolivia”, en Giacinto Maddalena (ed.), No hay mayor riqueza que las personas. Gestión de los recursos humanos en Bolivia y valor de la empresa, La Paz, Gráfica Abba, 2004. 4. “La Crisis de Estado y las sublevaciones indígena plebeyas”, en Álvaro García Linera, Luis Tapia y Raúl Prada, Memorias de octubre, La Paz, Comuna y Muela del Diablo, 2004. 5. “Autonomías regionales indígenas y estado multicultural”, en aa.vv ., La descentralización que se viene, La Paz, Instituto Latinoamericano de Investigaciones Sociales (ildis) y Plural, 2004. 6. “Movimientos sociales y democratización política”, en Robinson Salazar, Eduardo Sandoval y Dorangélica de la Rocha (eds.), Democracias en riesgo en América Latina, México, Comisión 528 Estatal para el Acceso a la Información Pública del Estado de Sinaloa e Insumisos Latinoamericanos, 2003. 7. “Democracia, conflicto y movimientos sociales. Acerca de la democracia sustantiva”, en Democracia y conflicto social en Bolivia, La Paz, Konrad Adenauer Stiftung y The State University of New York, 2004. 8. “La crisis de Estado”, en Tink´azos, N° 16, 2003. 9. “Crisis estatal y muchedumbre”, en Observatorio Social de América Latina, N° 10, 2003. 10. “Autonomías Indígenas”, en Opiniones y análisis. Fundemos, N° 64, 2003. 11. “El ocaso de un ciclo estatal”, en Raquel Gutiérrez Aguilar, Álvaro García Linera, Raúl Prada y Luis Tapia, Democratizaciones plebeyas, La Paz, Comuna y Muela del Diablo, 2002. 12. “Etnias, naciones y Estado. Una lectura pluralista de las democracias y las ciudadanías en Bolivia”, en aa. vv ., Visiones y contextos para un nuevo desarrollo rural, La Paz, Agencia Suiza para el Desarrollo y la Cooperación (cosude), Asociación de Instituciones de Promoción y Educación (aipe) y Grupo de Desarrollo Rural (dru), 2002. 13. “La estructura de los movimientos sociales en Bolivia”, en Observatorio Social de América Latina, N° 5, 2001. 14. “Forma multitud y forma comunidad”, en Chiapas. Revista de Estudios Sociales, n.º 11, 2001. 15. “Qué es la democracia”, en Raquel Gutiérrez et al., Pluriverso. Teoría política boliviana, La Paz, Comuna/Muela del Diablo, 2001. La condición obrera, estructuras materiales y simbólicas del proletariado de la minería mediana 1950-1999, La Paz, Instituto de Investigaciones Sociológicas (idis), Universidad Mayor de San Andrés (umsa) y Comuna, 2001. 16. “Sindicato, multitud y comunidad. Movimientos sociales y autonomía política en Bolivia”, en Álvaro García Linera, Felipe Quispe, Raquel Gutiérrez, Raúl Prada y Luis Tapia, Tiempos de rebelión, La Paz, Comuna y Muela del Diablo, 2001. 17. “Espacio social y estructuras simbólicas. Clase, dominación simbólica y etnicidad en la obra de Pierre Bourdieu”, en Hugo José 529 Suárez et al., Bourdieu leído desde el sur, La Paz, Embajada de Francia, Plural y Alianza Francesa, 2000. 18. “Los ciclos históricos de la condición obrera minera en Bolivia (1825-1999)”, en Umbrales. Revista del Postgrado en Ciencias del Desarrollo, n.º 7, 2000. 19. “La muerte de la condición obrera del siglo XX”, en El regreso de la Bolivia plebeya, La Paz, Comuna y Muela del Diablo, 2000. 20. “El Manifiesto Comunista y nuestro tiempo”, en Raquel Gutiérrez, Raúl Prada, Álvaro García Linera y Luis Tapia, El fantasma insomne. Pensando el presente desde el Manifiesto Comunista, La Paz, Muela del Diablo, 1999. 21. “Ciudadanía y democracia en Bolivia 1900-1998”, en Ciencia Política, Año IV, N° 4, junio de 1999. 22. “El triunfo de Banzer: entre el cínico contractualismo y la memoria desdichada”, en Autodeterminación, N° 14, abril de 1998. 23. “Comunidad, capital y explotación: comentarios al libro de Félix Patzi”, en Temas Sociales, N° 20, 1998. 24. “Apuntes sobre método y conocimiento”, en Política y Cultura, N° 1, 1998. 25. “La democracia: una invitación a reflexionarla más allá de la sumisión voluntaria”, en Revista de Sociología, N° 1, 1998. 26. “Narrativa colonial y narrativa comunal. Un acercamiento a la rebelión indígena como reinvención de la política”, en Memoria de la XI Reunión Anual de Etnología, La Paz, Museo Nacional de Etnografía y Folklore (musef), 1998. 27. “Cinco precisiones metodológicas para el estudio del mestizaje”, en Alison Spedding (comp.), Mestizaje, ilusiones y realidades, La Paz, musef, 1996. 530. 28. “Naciones originarias y emancipación social”, en Cuadernos de Discusión, N° 5, 1994. |